# Никольский (Саратовская область)
 Никольский — железнодорожный разъезд в Татищевском районе Саратовской области в составе сельского поселения Садовское муниципальное образование.

## География
Находится у железнодорожной линии Аткарск-Саратов на расстоянии примерно 8 километров по прямой на запад-северо-запад от районного центра поселка Татищево.

## История
Официальная дата основания 1897 год.

## Население
Постоянное население составляло 28 человек в 2002 году (русские 78 %), 37 в 2010.